# Into Glory Ride
Into Glory Ride es el segundo álbum de estudio de la banda de heavy metal estadounidense Manowar, publicado en el año 1983 por Megaforce Records.

## Lista de canciones
1. "Warlord" – 4:13
2. "Secret of Steel" – 5:48
3. "Gloves of Metal" – 5:23
4. "Gates of Valhalla" – 7:11
5. "Hatred" – 7:42
6. "Revelation (Death's Angel)" – 6:28
7. "March for Revenge (By the Soldiers of Death)" – 8:25

## Créditos
- Eric Adams - Vocalista
- Ross "The Boss" Friedman - Guitarra
- Joey DeMaio - Bajo
- Scott Columbus - Batería

Todas las canciones han sido escritas por Joey Demaio, a excepción de Secret of Steel y Gloves of Metal, que son de Ross the Boss y Joey Demaio.

## Versiones de canciones del álbum
Anal Cunt realizó una versión de Gloves of Metal en su álbum 40 More Reasons to Hate Us.
Soltstice, banda británica de doom metal, hizo una versión de esa misma canción para el disco homenaje Revenge - The Triumph of….
En el mismo disco, encontramos una versión de Revelation (Death's Angel) del grupo estadounidense Twisted Tower Dire.